# Brachiaria windersii
Brachiaria windersii är en gräsart som beskrevs av Charles Edward Hubbard. Brachiaria windersii ingår i släktet Brachiaria och familjen gräs.
Artens utbredningsområde är Queensland. Inga underarter finns listade i Catalogue of Life.